# Emma Polanco
Emma Polanco Melo (Puerto Plata, 4 de octubre de 1950) es la primera mujer  electa decana de la Facultad de Ciencias Económicas y Sociales en la Universidad Autónoma de Santo Domingo, en República Dominicana, y fue la primera mujer rectora de la mencionada academia. En abril de 2025 es designada como presidente de la cámara de cuentas de la República Dominicana. 

## Formación académica
En el año 1981, Polanco obtuvo su título de grado, Licenciada en Contabilidad de la Universidad Autónoma de Santo Domingo. Luego, en el Instituto Superior de Contabilidad, en el año 1994, realizó un postgrado en Contabilidad de Costos. En el año 1996 en la Universidad Autónoma de Santo Domingo finalizó otro postgrado en Contabilidad Impositiva. Entre los años 2005 y 2007 cursó una maestría y posteriormente un doctorado en Economía Aplicada en la Universidad del País Vasco.

## Trayectoria
Desde 1977 laboró como subgerente en la empresa Dominicana Internacional de Cambios. 
Ocupó otros puestos importantes en reconocidas empresas dominicanas, tales como Representaciones Titanic, donde se desempeñó como gerente financiera. Para 1979, pasó a ser encargada del Departamento de Contabilidad y Costos en Explotaciones Mineras del Caribe y, en 1981, asumió el Área Financiera de la empresa NAINSA. Además de estos puestos, en 1990 prestó asesoría  financiera en la Embajada de Haití en República Dominicana y en 1994  asesoró el departamento de costos e impuestos de Ethical farmaceutica.
Durante años se dedicó a la investigación y a la docencia en el Instituto Tecnológico de Santo Domingo (INTEC), y llegó a ser  Directora de la Escuela de Contabilidad del Instituto entre 1991 y 1996. 
Polanco inició la gerencia académica en la Universidad Autónoma de Santo Domingo en el año 1994, como directora de la Escuela de Contabilidad donde también se dedicó a la investigación y a la docencia.
Más tarde ocupó el puesto de  vicedecana de la ya mencionada escuela, en el periodo 1996-2002. La labor realizada en esta posición le permitió ser la primera mujer electa decana de la Facultad de Ciencias Económicas y Sociales, posición para la que fue escogida en el año 2002 y reelecta en el 2005, ocupando el puesto hasta 2008.
Emma Polanco Melo Ascendió como vicerrectora administrativa de UASD desde 2011 a 2014 , y posteriormente, en 2018, electa como primera mujer rectora de la primada de América, Universidad Autónoma de Santo Domingo, USAD, hasta 2022.
En fecha 22 de abril del año 2025, fue designada por el Senado de la República Dominicana como presidente de la Cámara de Cuentas, convirtiéndose en la tercera mujer en dirigir el órgano constitucional de control externo de los fondos públicos.

## Reconocimientos
Emma Polanco Melo recibió el Honor al Mérito Profesional otorgado por la Asociación Interamericana de Contabilidad y el de la Asociación Latinoamericana de Facultades y Escuelas de Contaduría (ALAFEC), en Buenos Aires, Argentina.
Además, fue reconocida por la Cámara de Diputados de la República Dominicana como Mujer Destacada en 2018 gracias a sus aportes en el desarrollo de la comunidad y el país.